# Mistrovství světa ve fotbale 2022 – skupina F
Skupina F Mistrovství světa ve fotbale 2022 začala 23. listopadu a skončila 1. prosince 2022 a tvoří ji Belgie, Kanada, Maroko a Chorvatsko. Dva nejlepší týmy postoupí do osmifinále.

## Týmy
| Výchozí Umístění ve skupině | Tým        | Koš | Federace | Kvalifikoval se jako:               | Datum zajištění účasti | Pořadí účasti na MS | Po sobě jdoucí účasti na MS | Poslední účast | Nejlepší umístění       | Umístění v žebříčku FIFA | Umístění v žebříčku FIFA |
| Výchozí Umístění ve skupině | Tým        | Koš | Federace | Kvalifikoval se jako:               | Datum zajištění účasti | Pořadí účasti na MS | Po sobě jdoucí účasti na MS | Poslední účast | Nejlepší umístění       | Březen 2022              | Říjen 2022               |
| --------------------------- | ---------- | --- | -------- | ----------------------------------- | ---------------------- | ------------------- | --------------------------- | -------------- | ----------------------- | ------------------------ | ------------------------ |
| F1                          | Belgie     | 1.  | UEFA     | vítěz kvalifikační skupiny E (UEFA) | 13. listopadu 2021     | 14.                 | 3                           | 2018           | 3. místo (2018)         | 1.                       | 2.                       |
| F2                          | Kanada     | 4.  | CONCACAF | Vítěz třetí fáze CONCACAF           | 27. března 2022        | 2.                  | 1.                          | 1986           | Základní skupina (1986) | 38.                      | 41.                      |
| F3                          | Maroko     | 3.  | CAF      | Vítěz třetí fáze CAF                | 29. března 2022        | 6.                  | 2.                          | 2018           | Osmifinále (1986)       | 24.                      | 22.                      |
| F4                          | Chorvatsko | 2.  | UEFA     | vítěz kvalifikační skupiny H (UEFA) | 14. listopadu 2021     | 6.                  | 3                           | 2018           | 2. místo (2018)         | 16.                      | 12.                      |

## Tabulka
| Tým        | Z | V | R | P | VG | IG | +/- | B |
| ---------- | - | - | - | - | -- | -- | --- | - |
| Maroko     | 3 | 2 | 1 | 0 | 4  | 1  | +3  | 7 |
| Chorvatsko | 3 | 1 | 2 | 0 | 4  | 1  | +3  | 5 |
| Belgie     | 3 | 1 | 1 | 1 | 1  | 2  | -1  | 4 |
| Kanada     | 3 | 0 | 0 | 3 | 2  | 7  | -5  | 0 |

## Zápasy
1. kolo

### Maroko - Chorvatsko
Tyto země spolu odehráli před tímto duelem jeden zápas, konkrétně přátelské utkání v roce 1996, které skončilo 2:2.
Maroko vstoupilo do zápasu velmi vlažně, pričemž Chorvati hráli aktivněji, ale na jistotu. Moc šancí tedy vidět nebylo, a to ani poté, co se konečně herně probudili i Maročané. Jedinou střelu na branku prvního poločasu vyslal na Búna Vlašić, na severoafrickém gólmanovi ale ztroskotal.
Druhý poločas začal oproti tomu prvnímu mnohem atraktivněji, a diváci viděli několik zajímavých příležitostí. Krátce po hodině hry bylo rušno před brankou Chorvatska, když na centr Ašrafa Hakimiho čekala hned trojice hráčů v marockém dresu. Ten však propadl až k nově příchozímu Jahjovi Attíatovi Alláhimu, jehož sraženou přihrávku nakonec lapil Dominik Livaković. V posledních 20 minutách šlo už o taktickou bitvu, ve které nechtěl ani jeden z týmů udělat chybu a přijít o bod, což se jim také povedlo, a zrodila se třetí bezbranková remíza na šampionátu.
| 23. listopadu 2022 11:00 (UTC+3) |        |            |                                                                   |
| Maroko                           | 0 : 0  | Chorvatsko | Stadion Bajt, Al Chúr diváci: 59 407 rozhodčí: Fernando Rapallini |
|                                  | Zpráva |            | Stadion Bajt, Al Chúr diváci: 59 407 rozhodčí: Fernando Rapallini |

| Maroko | Chorvatsko |

| BR                | 1  | Jasín Bunú           |     |     |
| PO                | 2  | Ašraf Hakimi         |     |     |
| SO                | 5  | Najíf Adžuird        |     |     |
| SO                | 6  | Romain Saïss (c)     |     |     |
| LO                | 3  | Nussajír Mazráví     |     | 60' |
| DZ                | 4  | Sufján Amrabat       | 78' |     |
| SZ                | 8  | Azzadín Únah         |     | 81' |
| SZ                | 15 | Sálim Amallá         |     |     |
| PÚ                | 7  | Hakim Zijach         |     |     |
| SÚ                | 19 | Júsuf En-Nesjrí      |     | 81' |
| LÚ                | 17 | Sufján Búfál         |     | 65' |
| Nahrazující:      |    |                      |     |     |
| OB                | 25 | Jahjá Attíat Allá    |     | 60' |
| ÚT                | 16 | Abda Azzalzúlí       |     | 65' |
| ÚT                | 9  | Abdar Razak Hamdallá |     | 81' |
| ZÁ                | 11 | Abdal Hamíd Sabirí   |     | 81' |
| Trenér:           |    |                      |     |     |
| Valíd Radžradžuíh |    |                      |     |     |

| BR           | 1  | Dominik Livaković |  |     |
| PO           | 22 | Josip Juranović   |  |     |
| SO           | 6  | Dejan Lovren      |  |     |
| SO           | 20 | Joško Gvardiol    |  |     |
| LO           | 19 | Borna Sosa        |  |     |
| DZ           | 11 | Marcelo Brozović  |  |     |
| SZ           | 10 | Luka Modrić (c)   |  |     |
| SZ           | 8  | Mateo Kovačić     |  | 79' |
| PÚ           | 13 | Nikola Vlašić     |  | 46' |
| SÚ           | 9  | Andrej Kramarić   |  | 71' |
| LÚ           | 4  | Ivan Perišić      |  | 90' |
| Nahrazující: |    |                   |  |     |
| ZÁ           | 15 | Mario Pašalić     |  | 46' |
| ÚT           | 14 | Marko Livaja      |  | 71' |
| ZÁ           | 7  | Lovro Majer       |  | 79' |
| ÚT           | 18 | Mislav Oršić      |  | 90' |
| Trenér:      |    |                   |  |     |
| Zlatko Dalić |    |                   |  |     |

| Muž zápasu Luka Modrić Asistenti rozhodčího: Juan Pablo Belatti Diego Bonfá Čtvrtý rozhodčí: Kevin Ortega Náhradní rozhodčí: Karen Díazová Medinová Videorozhodčí: Julio Bascuñán Asistenti videorozhodčího: Leodán González Nicolás Taran Paolo Valeri |

### Belgie - Kanada
Tato dvě mužstva si spolu před tímto střetnutím zahrála jednou v roce 1989 v přátelském utkání, v němž Belgie zvítězila 2:0.
Začátek zápasu se vydařil víc Kanaďanům a v 8. minutě po rohovém kopu se dostal ke střele Tajon Buchanan. Ta trefila ruku Yannicka Carrasca, a po zhlédnutí videa rozhodčí nařídil pokutový kop. Nabídnutou příležitost však pohrdl ghanský rodák Alphonso Davies, jehož ledabylou ránu po zemi Thibaut Courtois vystihnul. Kanadu to ovšem nesložilo a aktivně hrála dál. V 30. minutě vyslal ve tvrdou ránu Alistair Johnston, zaskvěl se ale zase připravený Courtois. Neproměněné šance Kanadu nakonec mrzely, protože těsně před poločase otevřel po dlouhém nakopnutém balónu Tobyho Alderweirelda otevřel levačkou skóre Michy Batshuayi. Belgičané tedy po poločase vedli i přes nevýrazný výkon 1:0.
Po změně stran pokračovaly severoameričané v mírném tlaku. Hlavičku Jonathana Davida však prostor mezi třemi tyčemi minula. V 80. minutě opět podržel svůj tým Courtois. Na nadýchaný centr ze strany si nejlépe vyskočil Cyle Larin, proti jehož hlavičce belgický gólman skvěle zasáhl. Poté už Kanada příliš šancí neměla, a Belgie vedení udržela.
| 23. listopadu 2022 20:00 (UTC+3) |        |        |                                                                           |
| Belgie                           | 1 : 0  | Kanada | Stadion Ahmada bin Alího, Al Raján diváci: 40 432 rozhodčí: Janny Sikazwe |
| Michy Batshuayi 44'              | Zpráva |        | Stadion Ahmada bin Alího, Al Raján diváci: 40 432 rozhodčí: Janny Sikazwe |

| Belgie | Kanada |

| BR               | 1  | Thibaut Courtois   |     |     |
| SO               | 19 | Leander Dendoncker |     |     |
| SO               | 2  | Toby Alderweireld  |     |     |
| SO               | 5  | Jan Vertonghen     |     |     |
| PZ               | 21 | Timothy Castagne   |     |     |
| SZ               | 8  | Youri Tielemans    |     | 46' |
| SZ               | 6  | Axel Witsel        |     |     |
| LZ               | 11 | Yannick Carrasco   | 9'  | 46' |
| PK               | 7  | Kevin De Bruyne    |     |     |
| SÚ               | 23 | Michy Batshuayi    |     | 78' |
| LK               | 10 | Eden Hazard (c)    |     | 62' |
| Nahrazující:     |    |                    |     |     |
| ZÁ               | 18 | Amadou Onana       | 56' | 46' |
| ZÁ               | 15 | Thomas Meunier     | 54' | 46' |
| ÚT               | 17 | Leandro Trossard   |     | 62' |
| ÚT               | 24 | Loïs Openda        |     | 78' |
| Trenér:          |    |                    |     |     |
| Roberto Martínez |    |                    |     |     |

| BR           | 18 | Milan Borjan         |     |     |
| SO           | 2  | Alistair Johnston    | 83' |     |
| SO           | 5  | Steven Vitória       |     |     |
| SO           | 4  | Kamal Miller         |     |     |
| PZ           | 22 | Richie Laryea        |     | 74' |
| SZ           | 13 | Atiba Hutchinson (c) |     | 58' |
| SZ           | 7  | Stephen Eustáquio    |     | 81' |
| LZ           | 19 | Alphonso Davies      | 81' |     |
| PK           | 11 | Tajon Buchanan       |     | 81' |
| SÚ           | 20 | Jonathan David       |     |     |
| LK           | 10 | Junior Hoilett       |     | 58' |
| Nahrazující: |    |                      |     |     |
| ÚT           | 17 | Cyle Larin           |     | 58' |
| ZÁ           | 15 | Ismaël Koné          |     | 58' |
| OB           | 3  | Sam Adekugbe         |     | 74' |
| ZÁ           | 23 | Liam Millar          |     | 81' |
| ZÁ           | 21 | Jonathan Osorio      |     | 81' |
| Trenér:      |    |                      |     |     |
| John Herdman |    |                      |     |     |

| Muž zápasu: Kevin De Bruyne Asistenti rozhodčího: Jerson dos Santos Arsénio Marrengula Čtvrtý rozhodčí: Jošimi Jamašitaová Náhradní rozhodčí: Neuza Backová Videorozhodčí: Juan Soto Asistenti videorozhodčího: Nicolás Gallo Mokrane Gourari Massimiliano Irrati |

2. kolo

### Belgie - Maroko
Oba týmy se spolu utkaly před tímto střetnutím ve třech zápasech, z toho jednou na mistrovství světa, když Belgie v roce 1994 zvítězila ve skupinové fázi 1:0.
Maroko do zápasu šlo velmi odvážně, a velmi organizovaně. Belgičané měly také své šance, ale proti výborné marocké obraně či skvělému Muníru Muhamadíovi to měly těžké. Závěr první půle přinesl výbuch radosti v marockém táboře. Po přímém volném kopu se prosadil Zijach, branku ovšem záhy odvolána kvůli ofsajdu.
V poločase druhém to nadále zkoušely Belgičané, ale Maroko opravdu hrálo skvělé, a skvěle se proti Belgičanům bránili. Změnit to zkusili střídající hráči, například Mertens výborně pálil v 65. minutě, bohužel pro evropský tým přímo do Muhamadía. O osm minut později se k přímému volnému kopu z docela velkého úhlu postavil nové příchozí Maročan Abdal Hamíd Sabirí, a jeho točená rána zapadla přesně k levé tyči , což velmi překvapilo Courtoise i celou belgickou obranu, protože si ji vůbec nehlídali. V závěru ještě přidal gólovou tečku Zakaríja Abuchlál, který po parádním pasu od Zijacha stvrdil překvapivou výhru svého celku.
| 27. listopadu 2022 14:00 (UTC+3) |        |                                                |                                                                       |
| Belgie                           | 0 : 2  | Maroko                                         | Al Thumama Stadium, Dauhá diváci: 43 738 rozhodčí: César Arturo Ramos |
|                                  | Zpráva | 73' Abdal Hamíd Sabirí 90+2' Zakaríja Abuchlál | Al Thumama Stadium, Dauhá diváci: 43 738 rozhodčí: César Arturo Ramos |

| Belgie | Maroko |

| BR               | 1  | Thibaut Courtois     |     |     |
| SO               | 15 | Thomas Meunier       |     | 81' |
| SO               | 2  | Toby Alderweireld    |     |     |
| SO               | 5  | Jan Vertonghen       |     |     |
| PZ               | 21 | Timothy Castagne     |     |     |
| SZ               | 18 | Amadou Onana         | 29' | 60' |
| SZ               | 6  | Axel Witsel          |     |     |
| LZ               | 16 | Thorgan Hazard       |     | 75' |
| PK               | 7  | Kevin De Bruyne      |     |     |
| LK               | 10 | Eden Hazard (c)      |     | 60' |
| SÚ               | 23 | Michy Batshuayi      |     | 75' |
| Nahrazující:     |    |                      |     |     |
| ZÁ               | 8  | Youri Tielemans      |     | 60' |
| ÚT               | 14 | Dries Mertens        |     | 60' |
| ÚT               | 22 | Charles De Ketelaere |     | 75' |
| ÚT               | 17 | Leandro Trossard     |     | 75' |
| ÚT               | 9  | Romelu Lukaku        |     | 81' |
| Trenér:          |    |                      |     |     |
| Roberto Martínez |    |                      |     |     |

| BR                | 12 | Munír Muhamadí       |       |     |
| PO                | 2  | Ašraf Hakimí         |       | 68' |
| SO                | 5  | Najíf Adžuird        |       |     |
| SO                | 6  | Romain Saís (c)      |       |     |
| LO                | 3  | Nussajír Mazráví     |       |     |
| SZ                | 8  | Azzadín Únah         |       | 78' |
| SZ                | 4  | Sufján Amrabat       |       |     |
| SZ                | 15 | Sálim Amallá         |       | 68' |
| PÚ                | 7  | Hakim Zijach         |       |     |
| SÚ                | 19 | Júsuf En-Nesjrí      |       | 72' |
| LÚ                | 17 | Sufján Búfál         |       | 72' |
| Nahrazující:      |    |                      |       |     |
| ÚT                | 11 | Abdal Hamíd Sabirí   | 90+5' | 68' |
| OB                | 25 | Jahjá Attíat Allá    |       | 68' |
| ZÁ                | 14 | Zakaríja Abuchlál    |       | 72' |
| ÚT                | 9  | Abdar Razak Hamdallá |       | 72' |
| OB                | 18 | Džavád Jamík         |       | 78' |
| Trenér:           |    |                      |       |     |
| Valíd Radžradžuíh |    |                      |       |     |

| Muž zápasu: Hakim Zijach Asistenti rozhodčího: Alberto Morín Miguel Hernández Čtvrtý rozhodčí: Jošimi Jamašitaová Náhradní rozhodčí: Neuza Back Videorozhodčí: Fernando Guerrero Asistenti videorozhodčího: Nicolás Gallo Kathryn Nesbitt Armando Villarreal |

### Chorvatsko - Kanada
Chorvaté a Kanaďané si spolu v Dauhá zahrají poprvé.
| 27. listopadu 2022 17:00 (UTC+3)                            |        |                    |                                                                             |
| Chorvatsko                                                  | 4 : 1  | Kanada             | Chalífův mezinárodní stadion, Dauhá diváci: 44 374 rozhodčí: Andrés Matonte |
| Andrej Kramarić 36', 70' Marko Livaja 44' Lovro Majer 90+4' | Zpráva | 2' Alphonso Davies | Chalífův mezinárodní stadion, Dauhá diváci: 44 374 rozhodčí: Andrés Matonte |

| Chorvatsko | Kanada |

| BR           | 1  | Dominik Livaković |     |     |
| PO           | 22 | Josip Juranović   |     |     |
| SO           | 6  | Dejan Lovren      | 56' |     |
| SO           | 20 | Joško Gvardiol    |     |     |
| LO           | 19 | Borna Sosa        |     |     |
| SZ           | 10 | Luka Modrić (c)   | 85' | 86' |
| SZ           | 11 | Marcelo Brozović  |     |     |
| SZ           | 8  | Mateo Kovačić     |     | 86' |
| PÚ           | 14 | Marko Livaja      |     | 60' |
| SÚ           | 9  | Andrej Kramarić   |     | 72' |
| LÚ           | 4  | Ivan Perišić      |     | 86' |
| Nahrazující: |    |                   |     |     |
| ÚT           | 16 | Bruno Petković    |     | 60' |
| ZÁ           | 13 | Nikola Vlašić     |     | 72' |
| ÚT           | 18 | Mislav Oršić      |     | 86' |
| ZÁ           | 7  | Lovro Majer       |     | 86' |
| ZÁ           | 15 | Mario Pašalić     |     | 86' |
| Trenér:      |    |                   |     |     |
| Zlatko Dalić |    |                   |     |     |

| BR           | 18 | Milan Borjan         |     |     |
| SO           | 2  | Alistair Johnston    |     |     |
| SO           | 5  | Steven Vitória       |     |     |
| SO           | 4  | Kamal Miller         | 85' |     |
| PZ           | 22 | Richie Laryea        |     | 62' |
| SZ           | 13 | Atiba Hutchinson (c) |     | 72' |
| SZ           | 7  | Stephen Eustáquio    |     | 46' |
| LZ           | 19 | Alphonso Davies      |     |     |
| PÚ           | 11 | Tajon Buchanan       | 52' |     |
| SÚ           | 17 | Cyle Larin           |     | 46' |
| LÚ           | 20 | Jonathan David       |     | 72' |
| Nahrazující: |    |                      |     |     |
| ZÁ           | 21 | Jonathan Osorio      |     | 46' |
| ZÁ           | 15 | Ismaël Koné          |     | 46' |
| ZÁ           | 10 | Junior Hoilett       |     | 62' |
| ÚT           | 9  | Lucas Cavallini      |     | 72' |
| OB           | 3  | Sam Adekugbe         |     | 72' |
| Trenér:      |    |                      |     |     |
| John Herdman |    |                      |     |     |

| Muž zápasu: Andrej Kramarić Asistenti rozhodčího: Nicolás Taran Martín Soppi Čtvrtý rozhodčí: Kevin Ortega Náhradní rozhodčí: Jesús Sánchez Videorozhodčí: Mauro Vigliano Asistenti videorozhodčího: Leodán González Gabriel Chade Julio Bascuñán |

3. kolo

### Chorvatsko - Belgie
Na setkání těchto týmů dojde podeváté, poslední zápas se hrál v roce 2021, kdy v přátelském utkání zvítězila Belgie 1:0.
| 1. prosince 2022 16:00 (UTC+3) |        |        |                                                                            |
| Chorvatsko                     | 0 : 0  | Belgie | Stadion Ahmada bin Alího, Al Raján diváci: 43 984 rozhodčí: Anthony Taylor |
|                                | Zpráva |        | Stadion Ahmada bin Alího, Al Raján diváci: 43 984 rozhodčí: Anthony Taylor |

| Chorvatsko | Belgie |

| BR           | 1  | Dominik Livaković |  |       |
| PO           | 22 | Josip Juranović   |  |       |
| SO           | 6  | Dejan Lovren      |  |       |
| SO           | 20 | Joško Gvardiol    |  |       |
| LO           | 19 | Borna Sosa        |  |       |
| DZ           | 11 | Marcelo Brozović  |  |       |
| SZ           | 10 | Luka Modrić (c)   |  |       |
| SZ           | 8  | Mateo Kovačić     |  | 90+2' |
| PÚ           | 9  | Andrej Kramarić   |  | 64'   |
| SÚ           | 14 | Marko Livaja      |  | 64'   |
| LÚ           | 4  | Ivan Perišić      |  |       |
| Nahrazující: |    |                   |  |       |
| ÚT           | 16 | Bruno Petković    |  | 64'   |
| ZÁ           | 15 | Mario Pašalić     |  | 64'   |
| ZÁ           | 7  | Lovro Majer       |  | 90+2' |
| Trenér:      |    |                   |  |       |
| Zlatko Dalić |    |                   |  |       |

| BR               | 1  | Thibaut Courtois    |     |     |
| SO               | 19 | Leander Dendoncker  | 67' | 72' |
| SO               | 2  | Toby Alderweireld   |     |     |
| SO               | 5  | Jan Vertonghen      |     |     |
| PZ               | 15 | Thomas Meunier      |     | 87' |
| SZ               | 7  | Kevin De Bruyne (c) |     |     |
| SZ               | 6  | Axel Witsel         |     |     |
| LZ               | 21 | Timothy Castagne    |     |     |
| PK               | 17 | Leandro Trossard    |     | 59' |
| LK               | 11 | Yannick Carrasco    |     | 72' |
| SÚ               | 14 | Dries Mertens       |     | 46' |
| Nahrazující:     |    |                     |     |     |
| ÚT               | 9  | Romelu Lukaku       |     | 46' |
| ZÁ               | 16 | Thorgan Hazard      |     | 59' |
| ÚT               | 25 | Jérémy Doku         |     | 72' |
| ZÁ               | 8  | Youri Tielemans     |     | 72' |
| ÚT               | 10 | Eden Hazard         |     | 87' |
| Trenér:          |    |                     |     |     |
| Roberto Martínez |    |                     |     |     |

| Muž zápasu: Luka Modrić Asistenti rozhodčího: Gary Beswi Adam Nunn Čtvrtý rozhodčí: István Kovács Náhradní rozhodčí: Mihai Artene Videorozhodčí: Marco Fritz Asistenti videorozhodčího: Tomasz Kwiatkowski Rafael Foltyn Benoit Millo |

### Kanada - Maroko
Oba týmy se spolu utkaly třikrát, naposledy v roce 2016, kdy Maroko v přátelském utkání zvítězilo 4:0.
| 1. prosince 2022 16:00 (UTC+3) |        |                                     |                                                                  |
| Kanada                         | 1 : 2  | Maroko                              | Al Thumama Stadium, Dauhá diváci: 43 102 rozhodčí: Raphael Claus |
| Najíf Adžuird 40' (vl.)        | Zpráva | 4' Hakim Zijach 23' Júsuf En-Nesjrí | Al Thumama Stadium, Dauhá diváci: 43 102 rozhodčí: Raphael Claus |

| Kanada | Maroko |

| BR           | 18 | Milan Borjan (c)  |       |     |
| SO           | 2  | Alistair Johnston |       |     |
| SO           | 5  | Steven Vitória    | 84'   |     |
| SO           | 4  | Kamal Miller      |       |     |
| PZ           | 3  | Sam Adekugbe      | 45+2' | 60' |
| SZ           | 21 | Jonathan Osorio   | 26'   | 65' |
| SZ           | 14 | Mark-Anthony Kaye |       | 60' |
| LZ           | 19 | Alphonso Davies   |       |     |
| PÚ           | 11 | Tajon Buchanan    |       |     |
| SÚ           | 17 | Cyle Larin        |       | 60' |
| LÚ           | 10 | Junior Hoilett    | 7'    | 76' |
| Nahrazující: |    |                   |       |     |
| ÚT           | 20 | Jonathan David    |       | 60' |
| ZÁ           | 13 | Atiba Hutchinson  |       | 60' |
| ZÁ           | 15 | Ismaël Koné       |       | 60' |
| OB           | 22 | Richie Laryea     |       | 65' |
| ZÁ           | 24 | David Wotherspoon |       | 76' |
| Trenér:      |    |                   |       |     |
| John Herdman |    |                   |       |     |

| BR                | 1  | Jasín Bunú           |  |     |
| PO                | 2  | Achraf Hakimi        |  | 85' |
| SO                | 5  | Najíf Adžuird        |  |     |
| SO                | 6  | Romain Saïss (c)     |  |     |
| LO                | 3  | Noussair Mazraoui    |  |     |
| DZ                | 4  | Sufján Amrabat       |  |     |
| SZ                | 8  | Azzadín Únah         |  | 76' |
| SZ                | 11 | Abdal Hamíd Sabirí   |  | 65' |
| PÚ                | 7  | Hakim Zijach         |  | 76' |
| SÚ                | 19 | Júsuf En-Nesjrí      |  |     |
| LÚ                | 17 | Sufján Búfál         |  | 65' |
| Nahrazující:      |    |                      |  |     |
| ZÁ                | 14 | Zakaríja Abuchlál    |  | 65' |
| ZÁ                | 15 | Sálim Amallá         |  | 65' |
| ÚT                | 9  | Abdar Razak Hamdallá |  | 76' |
| OB                | 18 | Džavád Jamík         |  | 76' |
| ZÁ                | 26 | Jahjá Džabrání       |  | 85' |
| Trenér:           |    |                      |  |     |
| Valíd Radžradžuíh |    |                      |  |     |

| Muž zápasu: Achraf Hakimi Asistenti rozhodčího: Rodrigo Figueiredo Danilo Simon Ma Čtvrtý rozhodčí: Jošimi Jamašitaová Náhradní rozhodčí: Michael Oruéi Videorozhodčí: Julio Bascuñán Asistenti videorozhodčího: Juan Martinez Roberto Díaz Pérez del Palom Leodan Gonzalez |

## Disciplína
Body fair play se použijí jako rozhodující, pokud jsou celkové a vzájemné výsledky týmů vyrovnané. Ty se vypočítávají na základě žlutých a červených karet obdržených ve všech zápasech skupiny takto:
- žlutá karta: minus 1 bod;
- nepřímá červená karta (druhá žlutá karta): minus 3 body;
- přímá červená karta: minus 4 body;
- žlutá karta a přímá červená karta: minus 5 bodů;

V jednom zápase lze na hráče uplatnit pouze jeden z výše uvedených odečtů.
| Tým        | 1. Kolo | 1. Kolo                                                    | 1. Kolo   | 1. Kolo                         | 2. Kolo | 2. Kolo                                                    | 2. Kolo   | 2. Kolo                         | 3. Kolo | 3. Kolo                                                    | 3. Kolo   | 3. Kolo                         | Body |
| Tým        |         | Žlutá karta udělena · Žlutá karta udělena opět · Vyloučení | Vyloučení | Žlutá karta udělena · Vyloučení |         | Žlutá karta udělena · Žlutá karta udělena opět · Vyloučení | Vyloučení | Žlutá karta udělena · Vyloučení |         | Žlutá karta udělena · Žlutá karta udělena opět · Vyloučení | Vyloučení | Žlutá karta udělena · Vyloučení | Body |
| ---------- | ------- | ---------------------------------------------------------- | --------- | ------------------------------- | ------- | ---------------------------------------------------------- | --------- | ------------------------------- | ------- | ---------------------------------------------------------- | --------- | ------------------------------- | ---- |
| Chorvatsko |         |                                                            |           |                                 | 2       |                                                            |           |                                 |         |                                                            |           |                                 | −2   |
| Maroko     | 1       |                                                            |           |                                 | 1       |                                                            |           |                                 |         |                                                            |           |                                 | −2   |
| Belgie     | 3       |                                                            |           |                                 | 1       |                                                            |           |                                 | 1       |                                                            |           |                                 | −5   |
| Kanada     | 2       |                                                            |           |                                 | 2       |                                                            |           |                                 | 4       |                                                            |           |                                 | −8   |